# كازومي تاكاهاشي
كازومي تاكاهاشي (باليابانية: 高橋和巳) (31 أغسطس 1931، نانيوا-كو في اليابان - 3 مايو 1971، كاماكورا في اليابان)؛ أستاذ جامعي، كاتب وروائي ياباني.